# Урути, Хосе Рамон
Хосе́ Рамо́н Уру́ти (де Урру́тия) (1739—1803) — инженер-генерал испанской службы, автор ряда фортификационных сооружений.
Принимал участие во многих войнах и военных  операциях как в составе испанской армии, так и других стран. За участие в русско-турецкой войне 1787—1791 годов был награждён Екатериной II орденом Святого Георгия.

## Биография
Родился 19 ноября 1739 года в Салье, Испания. Его отец был полковником Королевской Валлонской гвардии.
Следуя семейной традиции, в 1755 году Хосе тоже поступил на военную службу. После окончания Барселонской военной академии в чине лейтенанта он был командирован в Новую Испанию (ныне — Мексика). За годы службы там приобрел репутацию опытного топографа. Созданные им карты северо-западных районов Мексики способствовали освоению тихоокеанского побережья Калифорнии. Оригиналы карт сохранились до наших дней в библиотеке Британского музея.
В 1770-х годах Уррутия служил на Канарских островах, позднее преподавал математику в Королевской военной академии в Авиле.
Согласно указу короля Испании Карла III, изданному 25 апреля 1787 года, группа испанских офицеров отправилась в поездку по ряду европейских стран с целью изучения зарубежного опыта организации инженерных войск и строительства фортификационных сооружений. Они посетили Францию, Голландию, Швецию, Пруссию, Австрию и Россию. Хосе де Уррутия входил в состав этой делегации.
В августе 1787 года началась очередная русско-турецкая война. После непродолжительного пребывания при дворе в Санкт-Петербурге де Уррутия обратился к российским властям с просьбой направить его добровольцем в действующую армию. Летом 1788 года «бригадир испанской службы Уррути, волонтер при армии» прибыл в расположение русских войск, осаждавших турецкую крепость Очаков. После взятия крепости, 14 апреля 1789 года, Екатерина II подписала указ о награждении иностранных офицеров, участвовавших в штурме, военным орденом Святого Георгия 4-го класса. Кроме Уррутии в нем упомянуты еще трое его соотечественников: майор Таранко, капитаны Парада и Пуле. Все они стали Георгиевскими кавалерами «за отличную храбрость, оказанную при атаке крепости Очакова». 1789—1790 годы Уррутия провел в армии Г. А. Потемкина, принимал участие во взятии турецких крепостей Бендеры и Аккерман. Во время одного из полевых сражений в Бессарабии испанскому бригадиру во главе отряда русских гренадеров удалось успешно отразить атаку турецкой кавалерии. Наградой отважному офицеру стала Золотая шпага «За храбрость», которую светлейший князь Таврический торжественно вручил ему перед строем.
После возвращения на родину Уррутия участвовал в других военных действиях. В 1795 году он получил чин генерал-капитана и вошел в состав королевского Военного совета. По его инициативе началась серьезная реформа инженерных войск, в ходе которой был создан первый в испанской армии саперный полк. В 1797 году Уррутия предложил объединить четыре разных подразделения военных инженеров испанской армии в рамках одного подразделения. Его предложение привело к формированию службы Королевского Полка Сапёров-Минёров (Regimiento Real de Zapadores-Minadores, 1802), которая, в свою очередь, была преобразована в Испанский королевский инженерный корпус (1803).
Умер 1 марта 1803 года в Мадриде.

## Награды
- Награждён орденом Св. Георгия 4-й степени (№ 630 (315); 14 апреля 1789) и Золотой шпагой «За храбрость».
- Также награждён орденами Испании, в числе которых Орден Карлоса III.
- В 1800 году король Карл IV отметил заслуги Уррутии перед Испанией Командорским крестом Ордена Калатравы, одной из самых престижных наград страны.[2]